# Фірмініш
Фірмініш (рум. Firminiș) — село у повіті Селаж в Румунії. Входить до складу комуни Міршид.
Село розташоване на відстані 387 км на північний захід від Бухареста, 9 км на північний схід від Залеу, 62 км на північний захід від Клуж-Напоки.

## Населення
За даними перепису населення 2002 року у селі проживали 213 осіб, усі — румуни. Усі жителі села рідною мовою назвали румунську.